# Wilson Palacios
Wilson Roberto Palacios Suazo (La Ceiba, 29 de julho de 1984) é um ex-futebolista hondurenho.

## Carreira
Foi revelado no futebol hondurenho, mais precisamente no Olimpia, um dos grandes clubes do campeonato local. Jogou por seis anos no clube.
Destacando-se no Campeonato Hondurenho, foi emprestado ao Birmingham City, da Inglaterra, na metade de 2007, sendo vendido ao Wigan Athletic na metade da mesma temporada.
No dia 21 de Janeiro de 2009, na janela de Inverno do futebol europeu, o jogador foi vendido pelo Wigan por £12 milhões para o Tottenham Hotspur, onde vem sendo titular em algumas partidas.

### Seleção nacional
Desde 2003, vem sendo convocado para defender a seleção hondurenha, que, em 14 de Outubro de 2009, conquistou sua vaga para a Copa do Mundo 2010. A heroica classificação foi alcançada numa vitória de 1 a 0 contra El Salvador na casa do adversário.
Foi chamado para a Copa do Mundo de 2010 junto com o irmão Johnny Palacios. Outro irmão, Jerry Palacios, seria chamado posteriormente, para substituir o lesionado Julio César de León, ocasionando o primeiro caso de três irmãos em Copas do Mundo.